# Erwin Thiesies

a Compétitions nationales et continentales officielles uniquement.

b Matchs officiels uniquement.
Erwin Thiesies, né le 22 août 1908 à Berlin et mort le 18 février 1993 à Hennigsdorf, est un joueur allemand de rugby à XV qui a évolué en équipe d'Allemagne au poste de deuxième ligne.

## Biographie
Erwin Thiesies, issu du milieu ouvrier berlinois, apprend, en marge de sa scolarité, le métier d'apprenti-tailleur. Après son travail, il pratique régulièrement la boxe, la gymnastique et le rugby. Quand il se focalise davantage sur le rugby, il devient rapidement un habitué des terrains du Tennis Borussia Berlin. Dès 1934, il s'impose comme l'un des meilleurs joueurs de sa génération et participe avec l'équipe d'Allemagne aux tournois européens de 1936, 1937 et 1938.
Durant la Seconde Guerre mondiale, il est mobilisé en France et profite de l'occasion pour s'entraîner avec des joueurs français de rugby.
Après la fin de la guerre et la démolition de son appartement à Berlin, Thiesies s'installe à Hennigsdorf. Là, il commence à initier les jeunes à la pratique du rugby. C'est au sein du club du BSG Stahl Hennigsdorf en 1948, d'abord comme employé de la métallurgie, puis comme entraîneur, qu'il connaît le succès dans ce sport. Il reste au BSG Stahl Hennigsdorf jusqu'en 1977 après avoir remporté 15 titres de champion d'Allemagne de l'Est. Durant sa carrière, il entraîne également l'équipe nationale de 1951 à 1972. 

## Palmarès

### En tant que joueur
- Finaliste du tournoi européen FIRA 1936, 3e du tournoi 1937 et 2e du tournoi 1938

### En tant qu'entraîneur
- Vainqueur du championnat de RDA : 15
- 2e de la Peace Cup en 1964

## Statistiques en équipe nationale
- 10 sélections
- 3 points (1 essai)
- Sélections par année : 3 en 1936, 2 en 1937, 3 en 1938, 1 en 1939, 1 en 1940